# Ahnepark

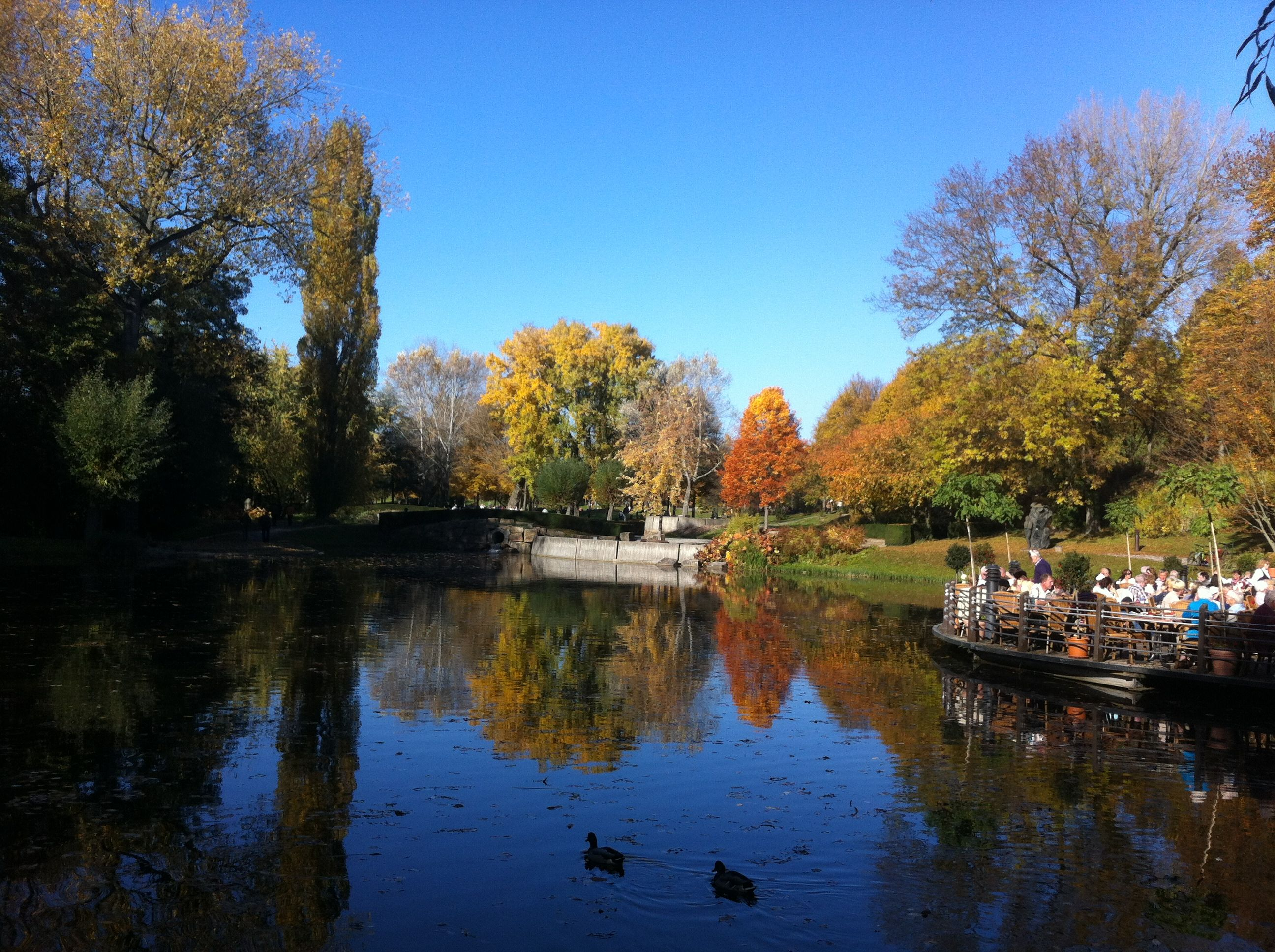
Ahnepark in Vellmar: Unterer Teich

Der Ahnepark ist ein städtischer Park in der nördlich von Kassel gelegenen Kleinstadt Vellmar in Nordhessen (Deutschland).
Der nach dem Bach Ahne benannte Freizeitpark wurde am 21. Juni 1986 eröffnet, ist über 9 ha (90.000 m²) groß und beliebtes Naherholungsgebiet.

## Geographische Lage

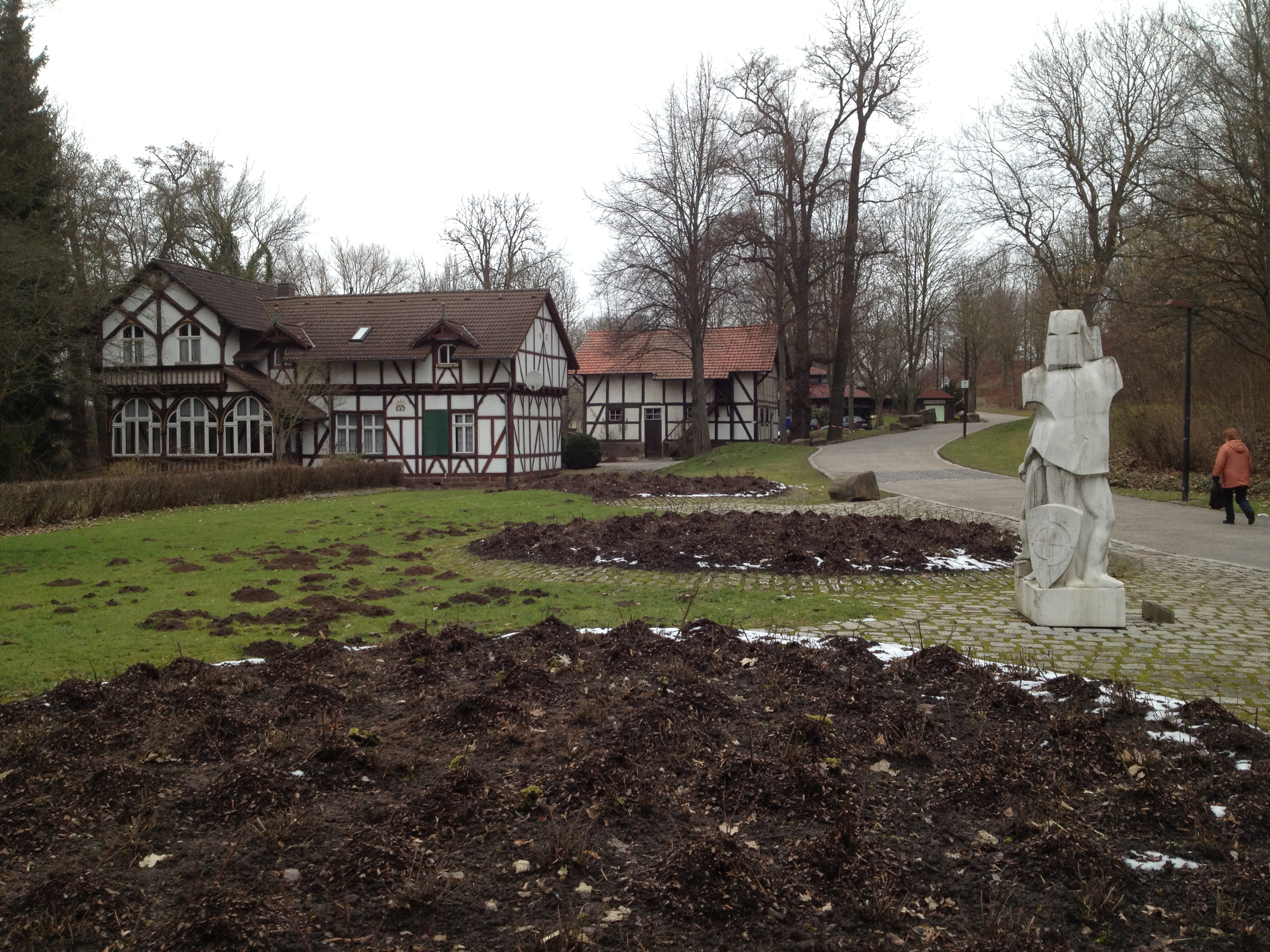
Alte Mühle im Ahnepark

Der Ahnepark liegt zwischen der östlich befindlichen (neuen) Holländischen Straße, die in Vellmar schnellstraßenartig als gemeinsamer Abschnitt der Bundesstraßen 7 und 83 ausgebaut ist, der entlang des westlichen Parkrands fließenden Ahne, einem nordwestlichen Zufluss der Fulda, und der etwas jenseits davon gelegenen (alten) Holländischen Straße. Am Nordrand des Parks und damit unmittelbar oberhalb seines Geländes verläuft als Landesstraße 3234 die Frommershäuser Straße und direkt jenseits davon mündet die kleine Elsche in die Ahne. Der Park liegt durchschnittlich auf 185 m ü. NHN.

## Beschreibung
Der Ahnepark entstand auf Weideland entlang der Ahne. Er besteht zum Großteil aus Wiesen-, Baum- und Strauchanlagen sowie aus vier von der Ahne gespeisten Teichen, auf denen sich vor allem Enten tummeln. Bei seinem Anlegen blieben viele alte Bäume und einige aus einem einstigen Gartenbereich resultierende Obstbäume erhalten. Vom eigens aufgeschütteten Aussichtshügel kann der Blick auf das Parkgelände genossen werden. Mehreren Schautafeln sind Informationen über die Flora und Fauna des Parks zu entnehmen.
Zur Freizeitgestaltung stehen im Park ein Basketballplatz, ein kombinierter Tennis- und Volleyballplatz, zwei Tischtennisplätze und für Kinder ein Spielplatz zur Verfügung. In der warmen Jahreszeit kann man verschiedenartige Veranstaltungen (z. B. Konzerte auf dem Konzertplatz) besuchen und an einigen Sonn- und Feiertagen mit den Zügen der vom Dampfbahnclub Vellmar betriebenen Miniatur-Dampfbahnanlage Ahneparkbahn mitfahren. Zudem stehen vielerorts im Park kunstvoll gestaltete Plastiken, die alle drei Jahre um ein bis zwei Figuren erweitert werden. Im Südteil des Parks steht an einem der Teiche mit Fontaine ein Café-Restaurant mit Seeterrasse. Bei günstigen Voraussetzungen im Winter kann man auf einem Teich Schlittschuhlaufen.
Jeweils einmal jährlich finden mit vielfältigen Unterhaltungsangeboten und Veranstaltungen das Ahneparkfest und das Zeltfestival Sommer im Park statt, wobei letzteres wie das Heimatfest Vellmar auf dem östlich des Parks liegenden Festplatz ausgetragen wird. Zudem gibt es das Sommerfest im Ahnepark, das insbesondere unter dem Motto Schachspielen steht.
Durch den Ahnepark verläuft ein Teil des Abschnitts Schäferberg(–Vellmar)–Kassel des nordhessischen Wanderwegs Märchenlandweg.